# CMS 인텔리캐드
CMS 인텔리캐드는 미국의 CAD-Manufacturing Solutions, Inc.에서 개발한 컴퓨터 지원 설계 프로그램이다. 한국에서는 IP(인텔리캐드 코리아)에서 공급을 담당하고 있다. IP(인텔리캐드 코리아)에서는 CMS 인텔리캐드 2D, 3D 풀버전, 2D Easy Run, 네트워크 버전 등을 판매하고 있다.